# Herbert du Parcq, Baron du Parcq
Herbert du Parcq, Baron du Parcq PC KC (* 5. August 1880 in Saint Helier, Jersey; † 27. April 1949 in London) war ein britischer Jurist, der zuletzt als Lord of Appeal in Ordinary aufgrund des Appellate Jurisdiction Act 1876 als Life Peer auch Mitglied des House of Lords war.

## Leben

### Rechtsanwalt und Richter
Nach dem Besuch des Victoria College in Jersey absolvierte du Parcq ein Studium im Fach Klassische Altertumswissenschaft am Exeter College der University of Oxford, das er mit einem Bachelor of Arts (B.A. Literae Humaniores) abschloss. Daneben studierte er Rechtswissenschaften am Jesus College der University of Oxford, welches er mit einem Bachelor of Civil Law (B.C.L.) beendete. Während seines Studiums war er 1902 Präsident des Debattierclubs der Universität (Oxford Union) und erhielt 1906 nach Abschluss des Studiums seine anwaltliche Zulassung bei der Rechtsanwaltskammer (Inns of Court) von Middle Temple. Anschließend nahm er eine Tätigkeit als Barrister auf und erhielt für seine anwaltlichen Verdienste 1926 den Titel eines Kronanwalts (King’s Counsel).
Nach über zwanzigjähriger anwaltlicher Tätigkeit wechselte du Parcq 1928 in den richterlichen Dienst und war zunächst Recorder (Stadtrichter) von Portsmouth, ehe er von 1929 bis 1932 als Stadtrichter von Bristol fungierte. Während dieser Zeit untersuchte er 1932 die Umstände eines Gefangenenaufstands im Zuchthaus von Dartmoor. 1932 wurde du Parcq, der 1931 sogenannter „Bencher“ der Anwaltskammer von Middle Temple wurde, Richter an der Kammer für Zivilsachen (King’s Bench Division) an dem für England und Wales zuständigen High Court of Justice und bekleidete dieses Richteramt bis 1938. Zugleich wurde er 1932 zum Knight Bachelor geschlagen und führte seither den Namenszusatz „Sir“.

### Aufstieg zum Lordrichter und Oberhausmitglied
Nach Beendigung dieser Richtertätigkeit erfolgte 1938 seine Berufung zum Richter (Lord Justice of Appeal) am Court of Appeal, dem für England und Wales zuständigen Appellationsgericht, an dem er bis 1946 tätig war. Daneben wurde er 1938 auch zum Privy Councillor ernannt und 1945 auch Richter am Ständigen Schiedshof in Den Haag.
Zuletzt wurde du Parcq durch ein Letters Patent vom 5. Februar 1946 aufgrund des Appellate Jurisdiction Act 1876 als Life Peer mit dem Titel Baron du Parcq, of Grouville in the Isle of Jersey, zum Mitglied des House of Lords in den Adelsstand berufen und wirkte bis zu seinem Tod 1949 als Lordrichter (Lord of Appeal in Ordinary). 1946 war er zudem Vorsitzender der Königlichen Kommission für Friedensrichter (Royal Commission into Justices of Peace).

## Veröffentlichungen
Neben juristischer Fachliteratur veröffentlichte du Parcq auch eine Biografie des späteren Premierministers David Lloyd George.
- Life of David Lloyd George, 1912
- Report by M. Herbert du Parcq on the circumstances connected with the recent disorders at Dartmoor convict prison, 1932
- Aspects of the law, 1948